# Драницький орнітологічний заказник
Драни́цький заказник — орнітологічний заказник загальнодержавного значення в Україні. Розташований у Новоселицькому районі Чернівецької області, біля села Драниця. 
Площа 86 га. Статус надано 1984 року. Перебуває у віданні Драницької сільської ради. 
Охороняється мальовниче озеро з багатою орнітофауною. З 86 га загальної площі заказника 74,3 га (86% території) займає озеро, яке міститься на першій терасі річки Прут, в долині річки Черлена. Ложе озера полігенетичного походження, що рідко трапляється в межах України. 
Заказник є місцем гніздування водоплавних і болотних птахів, серед яких: чапля сіра, чапля руда, чапля біла і чапля мала, а також рідкісних видів качок і куликів. З хижаків є лунь болотяний.